# Vorobiove, Berezivka
Vorobiove (în ucraineană Воробйове, în germană Neu Berlin) este un sat în comuna Znameanka din raionul Berezivkaa, regiunea Odesa, Ucraina. Satul a fost locuit de germanii pontici.

## Demografie
Componența lingvistică a localității Vorobiove
     Ucraineană (83,64%)
     Română (8,72%)
     Rusă (5,82%)
     Alte limbi (0,36%)
Conform recensământului din 2001, majoritatea populației localității Vorobiove era vorbitoare de ucraineană (83,64%), existând în minoritate și vorbitori de română (8,72%), rusă (5,82%) și găgăuză (1,45%).